# Недзьвяда (Люблінське воєводство)
Недзьвяда (пол. Niedźwiada) — село в Польщі, у гміні Недзьв'яда Любартівського повіту Люблінського воєводства.
Населення — 765 осіб (2011).

## Демографія
Демографічна структура станом на 31 березня 2011 року:
|          | Загалом | Допрацездатний вік | Працездатний вік | Постпрацездатний вік |
| -------- | ------- | ------------------ | ---------------- | -------------------- |
| Чоловіки | 366     | 91                 | 243              | 32                   |
| Жінки    | 399     | 82                 | 220              | 97                   |
| Разом    | 765     | 173                | 463              | 129                  |